# Mo i Rana
Mo i Rana és una ciutat, centre administratiu del municipi de Rana, al comtat de Nordland, Noruega. Es troba just al sud del cercle polar àrtic i a la regió de Helgeland.
La ciutat es diu "Mo i Rana" per distingir-la d'altres llocs anomenats Mo (incloent-hi la ciutat de Mosjøen, també a Helgeland) encara que localment la ciutat és habitualment anomenada Mo i prou. El codi postal de Mo va ser "Mo 8600" fins que va ser canviat a "Mo i Rana 8600" el 1999.
Amb 12,51 quilòmetres quadrats la ciutat té una població de 18,358 habitants (2013). La densitat de població és de 1.467 habitants per quilòmetre quadrat. Això la converteix en la ciutat més gran d'Helgeland i en la segona més gran (després de Bodø) de Nordland.

## Etimologia
El nom de "Mo" prové d'una antiga granja que estava situada prop de la ciutat moderna. El nom de la finca prové del nom en nòrdic antic Moar, el que significa sorra o herba de les terres baixes. El nom Rana probablement prové del nòrdic antic també. Rana significa ràpid, probablement perquè el flux ràpid d'aigua al poble és bastant fort. La ciutat era un antic centre de comerç d'Helgeland. Els agricultors han viscut a la zona des de l'edat del ferro.

## Història

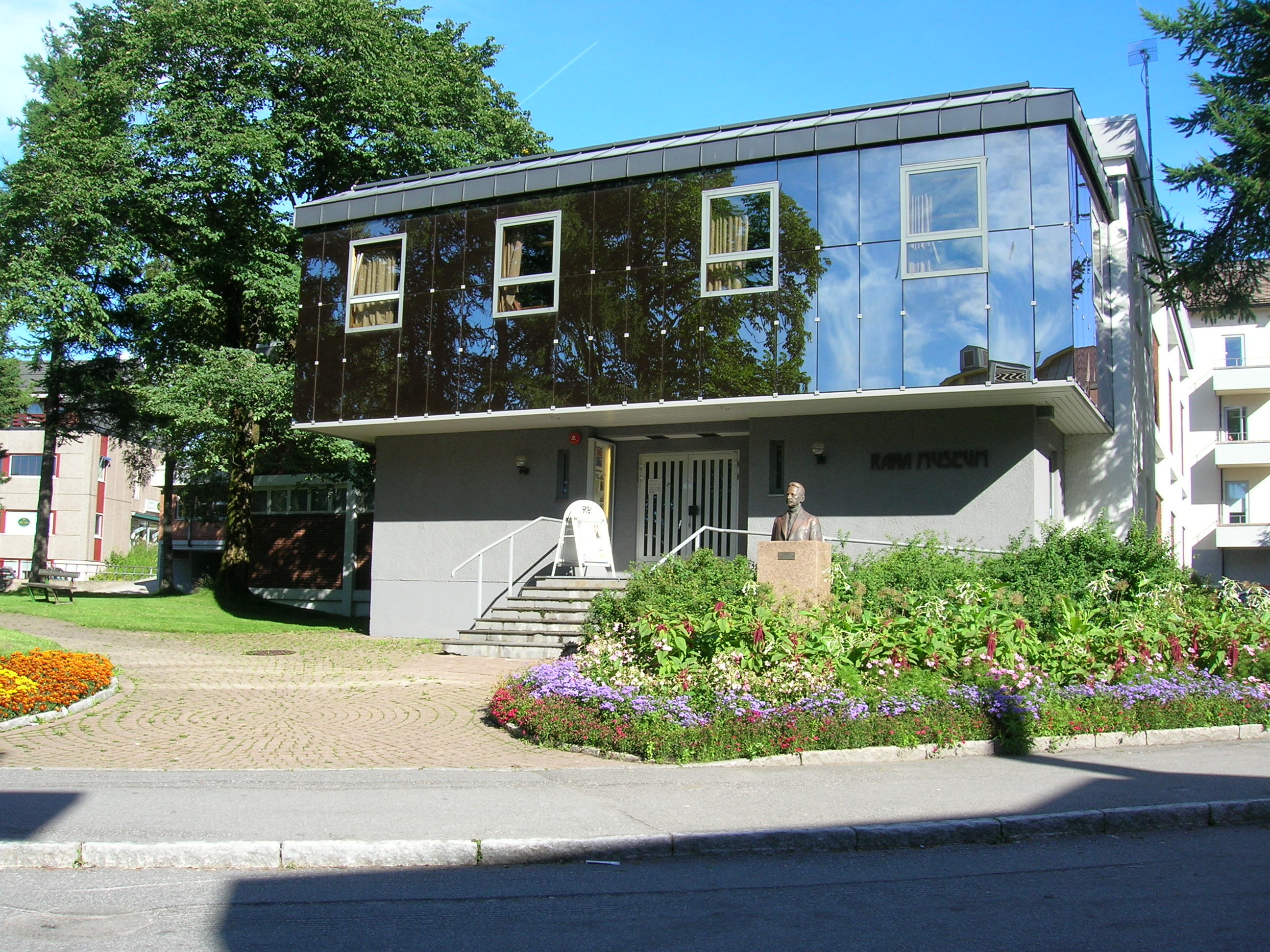
Museu de Rana, departament d'història cultural

Mo i Rana ha estat durant molt de temps una interfície - incloent un mercat de canvis - entre les poblacions de pescadors i silvicultors. La ciutat es nodreix de la iniciativa de Hans Meyer que, el 1860, va adquirir terres i privilegis comunals. Fomenta el comerç amb les ciutats de Suècia i Noruega. Especialment, desenvolupa des de principis del segle xx la mineria a la regió: primer el ferro i el plom, alumini, zinc i altres. El ferro i l'acer que s'instal·len han fet de conseqüència que la ciutat sigui un dels majors centres industrials de Noruega, construint recentment fàbriques que consumeixen més energia que la que consumeix tota la ciutat d'Oslo. La població va augmentar de 3.000 a 20.000 habitants entre el 1946 i el 1988, que fou quan es crearen més serveis públics, noves indústries, empreses i institucions. Des del declivi de la indústria pesant, la ciutat està orientada en gran manera cap als serveis i el turisme.

## Geografia i clima

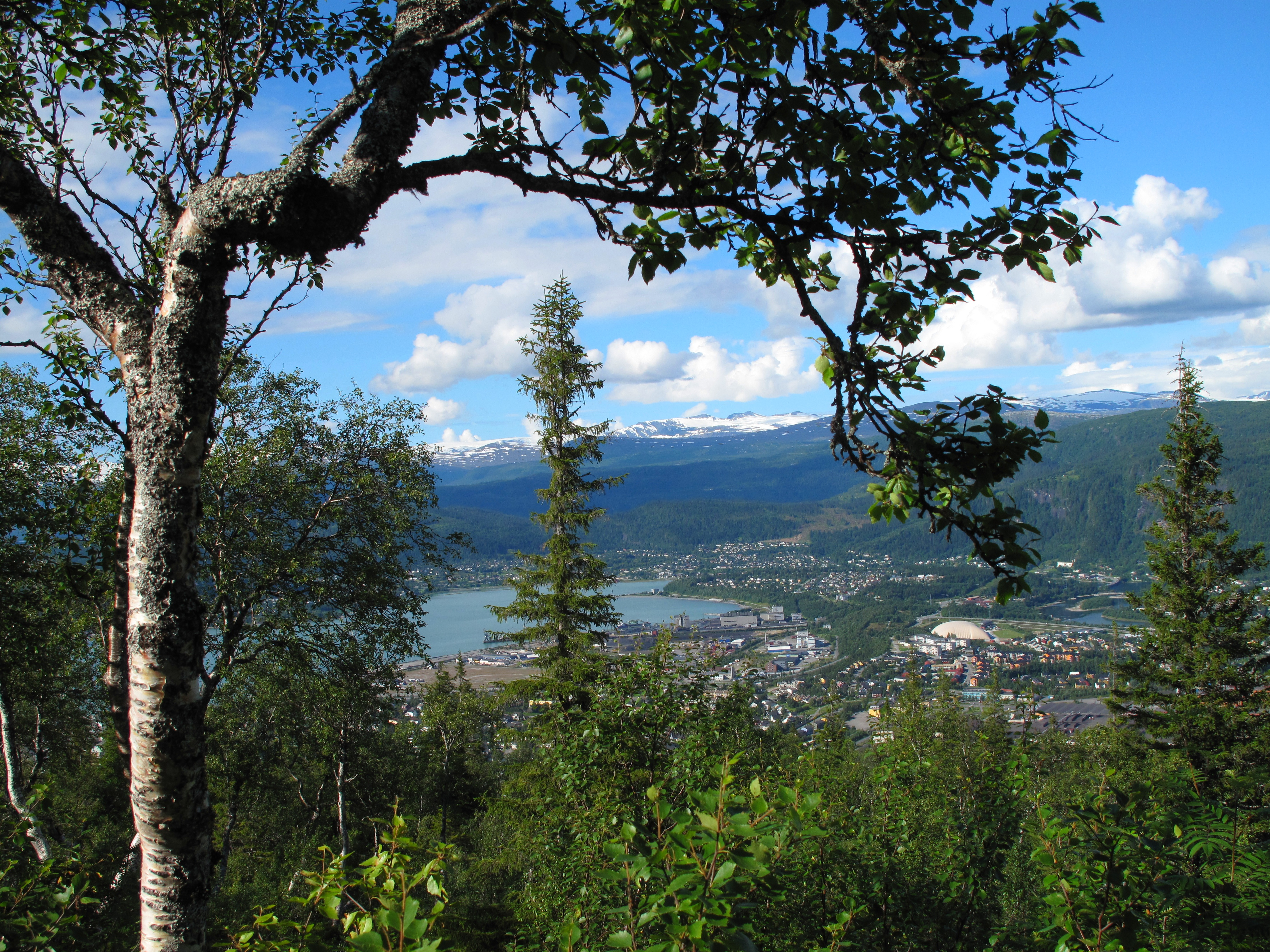
L'est de la ciutat, des d'un bosc

Mo i Rana es troba al capdavant del Ranfjorden, just al sud de les muntanyes Saltfjellet i la glacera Svartisen, la segona més gran de Noruega. La ciutat es troba a la riba del riu Ranelva. Rana i Saltfjellet són famoses per les seves nombroses coves. Dues de les coves estan obertes al públic, Grønligrotta i Setergrotta. Mo i Rana està situada a uns 80 quilòmetres al sud del cercle polar àrtic.
El clima de Mo i Rana generalment es classifica com a subàrtic (Köppen DFC), amb hiverns llargs i freds i estius curts i càlids. El Corrent del Golf segueix la costa de Noruega fins al nord. El corrent té una forta influència sobre el clima, ajudant a mantenir les temperatures i fent que no baixin molt a l'hivern, tot i la ciutat està situada a uns 70 quilòmetres des de la línia de costa. La distància de la costa, però, no li dona temperatures lleugerament més baixes a l'hivern que les ciutats més properes a la costa. Hi ha moltes precipitacions a causa de les muntanyes al nord de la ciutat, sovint amb molta neu a l'hivern. El temps pot ser molt impredictible, i canviar ràpidament. Les ventades poden perllongar-se durant hores, cosa que podria crear dificultats de trànsit i la cancel·lació de vols. A causa de l'alta latitud de Mo i Rana, els dies d'estiu són molt llargs i els dies d'hivern són molt curts i hi ha molt poca llum del dia. Durant la temporada d'hivern es poden veure aurores boreals al cel nocturn. Això varia en intensitat, de color de verd blanc a vermell intens, i ve en diferents formes, com ara bigues, arcs i cortines.
L'estiu és curt; el juliol i l'agost són els mesos més càlids. La temperatura mitjana de 24 hores al juliol és de 13,2 °C. Això es basa en el període 1961-1990; els últims anys han tendit a ser més càlids en aquesta àrea. En general hi ha dos o tres períodes càlids durant l'estiu, quan la temperatura mitjana és d'entre 20 i 26 °C durant el dia. Els dies càlids poden durar 2-14 dies, amb la temperatura aconseguint un màxim de 31 °C. En algunes ocasions, les temperatures es mantenen per sobre de 20 °C, fins i tot a la nit, un fenomen anomenat tropenatt en noruec.
La tardor comença al setembre. Els arbres perden les seves fulles a l'octubre, i les flors desapareixen. Durant el novembre, l'aigua dolça i els rius es comencen a congelar, i el paisatge es cobreix de neu. Només els boscos d'avets es mantenen verds durant tot l'hivern. A l'hivern, el sol està sota l'horitzó, i només és visible durant unes hores. La calefacció a través de la llum solar és limitada a causa de la ubicació d'alta latitud de Mo i Rana. Les muntanyes bloquegen la llum del sol quan el sol està sota l'horitzó, el que significa que el sol no és visible en tot el mes de desembre. Normalment, hi ha dos o tres períodes molt freds a l'hivern amb la temperatura d'immersió prop de -30 °C. Els períodes molt freds normalment duren 3-7 dies. La precipitació mitjana anual és de 1.400 mm.
| Dades climàtiques a Mo i Rana                        | Dades climàtiques a Mo i Rana | Dades climàtiques a Mo i Rana | Dades climàtiques a Mo i Rana | Dades climàtiques a Mo i Rana | Dades climàtiques a Mo i Rana | Dades climàtiques a Mo i Rana | Dades climàtiques a Mo i Rana | Dades climàtiques a Mo i Rana | Dades climàtiques a Mo i Rana | Dades climàtiques a Mo i Rana | Dades climàtiques a Mo i Rana | Dades climàtiques a Mo i Rana | Dades climàtiques a Mo i Rana |
| Mes                                                  | gen                           | febr                          | març                          | abr                           | maig                          | juny                          | jul                           | ag                            | set                           | oct                           | nov                           | des                           | anual                         |
| ---------------------------------------------------- | ----------------------------- | ----------------------------- | ----------------------------- | ----------------------------- | ----------------------------- | ----------------------------- | ----------------------------- | ----------------------------- | ----------------------------- | ----------------------------- | ----------------------------- | ----------------------------- | ----------------------------- |
| Màxima mitjana °C (°F)                               | −2.7 (27.1)                   | −1.8 (28.8)                   | 1.6 (34.9)                    | 5.3 (41.5)                    | 11.6 (52.9)                   | 15.9 (60.6)                   | 17.7 (63.9)                   | 16.4 (61.5)                   | 11.3 (52.3)                   | 6.1 (43)                      | 1.2 (34.2)                    | −1.1 (30)                     | 6.79 (44.22)                  |
| Mínima mitjana °C (°F)                               | −8.1 (17.4)                   | −7.1 (19.2)                   | −4.4 (24.1)                   | −0.9 (30.4)                   | 3.5 (38.3)                    | 7.8 (46)                      | 10.3 (50.5)                   | 9.3 (48.7)                    | 5.7 (42.3)                    | 1.9 (35.4)                    | −3.5 (25.7)                   | −6.4 (20.5)                   | 0.68 (33.22)                  |
| Precipitació mitjana mm (polzades)                   | 146 (5.75)                    | 117 (4.61)                    | 112 (4.41)                    | 74 (2.91)                     | 64 (2.52)                     | 70 (2.76)                     | 97 (3.82)                     | 110 (4.33)                    | 155 (6.1)                     | 186 (7.32)                    | 136 (5.35)                    | 163 (6.42)                    | 1,430 (56,3)                  |
| Font: http://met.no/Klima/Klimastatistikk/Klimadata/ |                               |                               |                               |                               |                               |                               |                               |                               |                               |                               |                               |                               |                               |

## Indústria
Norsk Jernverk, fundada el 1946, produí acer per al país fins al 1988, quan va ser dividida en diverses companyies noves. El molí de ferro va tenir un impacte significatiu en el desenvolupament de la ciutat. El 1978, la població de la ciutat havia crescut d'aproximadament 2.000-25.000. El polígon industrial de Mo és un dels majors parcs industrials de Noruega. La Biblioteca Nacional de Noruega té una divisió a Mo i Rana. HelgelandsKraft subministra energia elèctrica a la regió d'Helgeland. La NRK (Companyia Noruega de Radiodifusió) té una divisió a Mo i Rana. Rana Blad és periòdic local de la ciutat. Ràdio 3 Rana és l'estació de ràdio local.

## Transport
Mo i Rana té un aeroport regional, l'Aeroport de Mo i Rana, Røssvoll. Mo i Rana està connectada amb el ferrocarril Nordland Line. Es tracta d'una línia de ferrocarril entre Trondheim i Bodø. La principal carretera de nord a sud a Noruega és la ruta europea E06, que passa per la ciutat. La ruta europea E12 comença a Mo i Rana i connecta la ciutat amb Suècia i Finlàndia. Una xarxa d'autobusos funciona en la major part de la ciutat i els seus suburbis. També comença a Mo i Rana una ruta turística internacional anomenada Carretera Blava (en noruec: Blå vegen). La ruta passa travessa Suècia i Finlàndia i s'endinsa a Rússia.

## Cultura

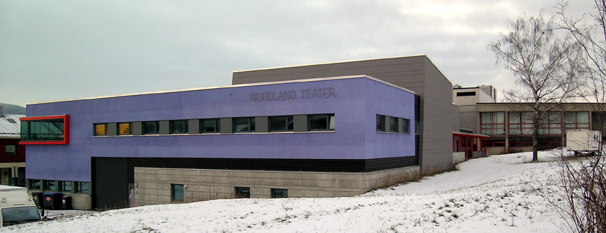
Teatre de Nordland

Havmann (en català: L'Home del Mar) és una escultura feta de granit àrtic es troba al Ranfjord. Fou esculpida el 1995 per l'escultor anglès Antony Gormley. La ciutat compta amb galeries d'art, festivals, i un teatre que va ser establert el 1979. El Museu de Rana, part del Museu de Helgeland, està situat al centre de la ciutat. L'exposició principal se centra en la vida quotidiana a la ciutat al segle xx. Compta amb una galeria de fotos amb prop de 80.000 imatges, i un arxiu de música folk. El museu també conté un model en miniatura de la ciutat des del voltant del 1930. El Museu d'Història Natural està situat a la part antiga de la ciutat, coneguda com a Moholmen. Se centra en exposicions de la vida animal a la regió.

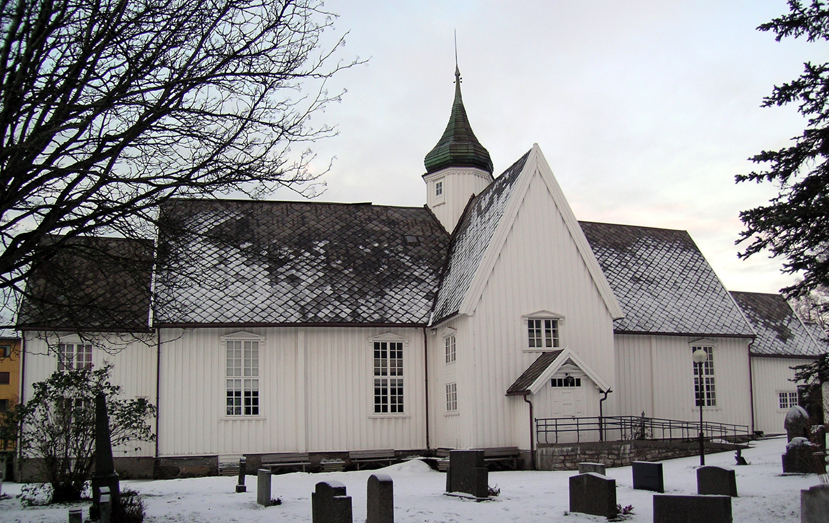
Església de Mo i Rana

La biblioteca del comtat de Nordland està situada a Mo i Rana. El Circuit del Cercle Àrtic és una pista d'automobilisme i de carreres, situada a 30 quilòmetres al nord de Mo i Rana.

## Esglésies
L'església de Mo és l'edifici més antic de Mo i Rana. Construïda el 1724, és de fusta i té 400 seients. L'església fou construïda per iniciativa de Thomas von Westen, un sacerdot noruec i missioner que va treballar entre els Sami. Nombroses víctimes de la Segona Guerra Mundial estan enterrades al cementiri, que rep visitants de tot el món a la recerca dels familiars. L'Església de Gruben és una altra església situada a Mo i Rana. Fou construïda el 1965 per servir a la ciutat en creixement.

## Ciutats agermanades
Mo i Rana manté una relació d'agermanament amb les següents localitats: 
- Fairbanks, Alaska, EUA
- Petrozavodsk, Carèlia, Rússia
- Skellefteå, Västerbotten, Suècia